# Axxis
Gli Axxis sono un gruppo heavy metal tedesco fondato nel 1988. La band è composta da Berhnard Weiss alla voce (unico membro originario rimasto), Marco Wriedt alla chitarra, Harry Oellers alle tastiere, Rob Schomaker al basso e Andrè Hilgers alla batteria. 
Il loro si può definire un heavy rock tradizionale Anni Settanta. La loro maggiore ambizione è quella di essere una band che fa puro Rock 'n' roll, ciò si può notare soprattutto nell'album Voodoo Vibes.
Gli Axxis si vedono principalmente come una live band, perché, secondo Weiss, è il miglior modo di suonare la propria musica, anche perché dà loro la possibilità di essere molto vicini ai fan.

## Storia
Nel 1988, dopo aver spedito un demo-tape contenente solo il brano Tears of the Trees, gli Axxis firmarono un contratto con la EMI. Il loro album di debutto, Kingdom of the Night, uscì nel 1989 in Europa, Canada, Giappone, Australia e USA e vendette immediatamente 100 000 copie, diventando il miglior album di debutto in Germania. Anche l'album successivo, II, uscito nel 1990, vendette molte copie, spinto dal videoclip di Touch the Rainbow, ma non raggiunse il successo del precedente. Fu seguito dal live album Access All Areas, pubblicato nel 1991 e, nel 1993 da The Big Thrill, un vero best seller. Prodotto da Joey Balin e registrato a Philadelphia, è la prima produzione internazionale degli Axxis. In seguito uscì Matters of Survival, nel 1995, un album che ha avuto origine a Los Angeles, che ne ha ispirato anche il titolo.
Nell album Voodoo Vibes la registrazione fu curata dagli stessi membri della band. Fu prodotto da Bernhard Weiss, Walter Pietsch (il chitarrista di allora) ed Harry Oellers con l'aiuto del co-produttore ed ingegnere Thomas Kemper. È stato registrato ai Dierks Studios, nella periferia di Cologne. Quest'opera è stata completata in solo 18 giorni di lavoro in studio. Nel 2007 è uscito l'album "Doom of destiny" che rispolvera sonorità power metal e tematiche legate a quell'universo.
Nel 2007 partecipano all'Hellish Tour con Helloween e Gamma Ray.
Nel 2009 la band ha pubblicato un nuovo album, particolare poiché rappresenta il ventesimo anniversario della band teutonica. Il suo nome è Utopia ed è stato interamente prodotto da Harry Oellers (tastierista della band) e Bernhard Weiss (Voce ed anima del gruppo). Da questo grande album, che segue stilisticamente il precedente Doom of Destiny con sonorità heavy metal ma senza la voce femminile di Lakonia, nasce un importantissimo Tour che inizia nel 2009 e dura sin il 2011.
Nel 2010 è stato pubblicato "20 years of Axxis - The legendary anniversary live show" che raccoglie i migliori momenti del tour e dei festeggiamenti dell'anniversario. Oblivion Knight

## Formazione

### Formazione attuale
- Bernhard Weiss - voce (1988-oggi)
- Harry Oellers - tastiera (1990-oggi)
- Marco Wriedt - chitarra (2007-oggi)
- Rob Schomaker - basso (2004-oggi)
- Andrè Hilgers - batteria (2004-oggi)

### Ex componenti
- Walter Pietsch - chitarra (1988-1998)
- Guido Wehmeyer - chitarra (1998-2006)
- Werner Kleinhaus - basso (1988-1993)
- Markus Gfeller - basso (1993-1998)
- Kuno Niemeyer - basso (1998-2004)
- Richard Michaelski - batteria (1988-2004)

## Discografia

### EP
- 2000 - Collection of Power

### Album
- 1989 - Kingdom of the Night
- 1990 - II
- 1991 - Access All Areas
- 1993 - The Big Thrill
- 1995 - Matters of Survival
- 1997 - Voodoo Vibes
- 2000 - Back to the Kingdom
- 2001 - Eyes of Darkness
- 2004 - Time Machine
- 2006 - Paradise in Flames
- 2006 - Best of Ballads & Acoustic Specials
- 2007 - Doom of Destiny
- 2009 - Utopia
- 2012 - reDISCOver(ed)
- 2014 - Kingdom of the Night II - White Edition
- 2014 - Kingdom of the Night II - Black Edition